# Рената Салецл
Рената Салецл (словен. Renata Salecl; нар. 1962) — словенський філософ, соціолог і теоретик права. Старша наукова співробітниця Інституту кримінології юридичного факультету Люблянського університету, професорка Біркбекського коледжу Лондонського університету. Вона була запрошеним професором Лондонської школи економіки, читаючи лекції на тему емоцій та права. Щороку вона читає лекції в юридичній школі Бенджаміна Н. Кардозо (Нью-Йорк) з психоаналізу та права а також викладає курси з нейронауки та права. З 2012 року вона є запрошеним професором кафедри соціальних наук, медицини та медицини Лондонського королівського коледжу. Її книги перекладено п'ятнадцятьма мовами. У 2017 році вона була обрана членом Словенської академії наук.

## Життя та громадянська активність
У 1980-х роках Салецл стала асоційованою з інтелектуальним колом, відомим як Люблянська школа психоаналізу, який поєднував дослідження лаканського психоаналізу з філософською спадщиною німецького ідеалізму та критичної теорії. Наприкінці 1980-х вона стала активно діяти в лівій ліберальній опозиції до правлячої Словенської комуністичної партії. На перших демократичних виборах у Словенії у квітні 1990 року вона безуспішно балотувалася до парламенту Словенії за списком Альянсу соціалістичної молоді Словенії — Ліберальної партії. Після 1990 року вона покинула партійну політику, але продовжувала брати активну участь у суспільному житті, особливо як коментатор.
Була одружена зі словенським марксистом — лаканським філософом Славой Жижеком . У них один син.

## Робота
Вона вивчала філософію в Університеті Любляни, закінчивши дисертацію з теорії влади Мішеля Фуко під керівництвом філософа-марксиста Божидара Дебеняка. З 1986 року вона почала працювати науковим співробітником в Інституті кримінології юридичного факультету в Любляні. У 1991 р. здобула ступінь доктора філософії на кафедрі соціології Люблянського університету під керівництвом Драго Брако Ротара. Її робота зосереджена на об'єднанні законодавства, кримінології та психоаналізу. Вона працювала над теоріями покарання та над аналізом співвідношення пізнього капіталістичного наполягання на виборі та посиленого почуття тривоги та провини у постмодерністських темах. Книга також аналізує, як питання вибору стосуються права та кримінології.
Салецл пов'язана з критичним рухом юридичних досліджень. Вона була Centennial Professor на юридичному факультеті Лондонської школи економіки (LSE), а в даний час є запрошеним професором в Центрі вивчення біології, біомедицини, біотехнологій та суспільства LSE, а також має повну професію в юридичній школі в коледжі Біркбек, Лондонський університет. Вона часто викладає як запрошений професор юридичної школи Кардозо в Нью-Йорку. Вона була науковим співробітником в Інституті перспективних досліджень, Берлін (1997/8), запрошеною професоркою в Університеті Гумбольдта в Берліні, запрошеною професоркою гуманітарних наук в Університеті Джорджа Вашингтона в Вашингтоні, округ Колумбія, і запрошеною професоркою Університету Дьюка.
Вона також пише рубрики в різних європейських газетах, зокрема Delo (Любляна) та La Vanguardia (Барселона).

## Нагороди
- У 2010 році їй було присвоєно звання «Словенська вчена року».[9] У грудні того ж року вона була кандидатом на «словенську людину року» щоденної газети «Дело» .[10]
- У 2011 році вона була визнана найуспішнішою жінкою у Словенії та отримала титул ONA 365 від жіночого журналу Ona.[11]

## Вибрана бібліографія

### Англійською
- Salecl, Renata (1994). The spoils of freedom: psychoanalysis and feminism after the fall of socialism. London & New York: Routledge. ISBN 9780415073585.
- Salecl, Renata; & Žižek, Slavoj (1996). Gaze and voice as love objects. Durham, North Carolina: Duke University Press. ISBN 9780822318132.
- Salecl, Renata (1998). (Per)versions of love and hate. London & New York: Verso. ISBN 9781859842362.
- Salecl, Renata (2000). Sexuation. Durham, North Carolina: Duke University Press. ISBN 9780822324379.
- Salecl, Renata (2004). On anxiety. London & New York: Routledge. ISBN 9780203508282.
- Salecl, Renata (2010). Choice. London: Profile. ISBN 9781847652263.

### Словенською
- Salecl, Renata (1993). Zakaj ubogamo oblast? Nadzorovanje, ideologija in ideološke fantazme [Why do we love power? Control, ideology, and ideological phantasms]. Ljubljana: Državna založba Slovenije. ISBN 9788634108538.
- Salecl, Renata; Kobe, Zdravko (2010). Disciplina kot pogoj svobode [Discipline as the condition of freedom]. Ljubljana: Krtina. ISBN 9789612600303.

### Іспанською
Salecl, Renata (2018). Angustia. Buenos Aires: Ediciones Godot. ISBN 9789874086525.

### Українською
- Успіх у невдачі: як гіперкапіталізм спирається на відчуття неповноцінності // Спільне, 30.10.2024